# Ustawa o radcach prawnych
Ustawa z dnia 6 lipca 1982 r. o radcach prawnych – polska ustawa, uchwalona przez Sejm PRL, regulująca kwestie związane z działalnością radców prawnych.
Ustawa określa:
- zasady wykonywania zawodu radcy prawnego
- zasady przetwarzania danych osobowych przez radców prawnych
- uprawnienia do wykonywania zawodu radcy prawnego
- zasady odbywania aplikacji radcowskiej i przeprowadzania egzaminu radcowskiego
- działalność i organizację samorządu radców prawnych
- zasady odpowiedzialności dyscyplinarnej radców prawnych.

## Nowelizacje
Ustawę znowelizowano wielokrotnie. Ostatnia zmiana weszła w życie w 2024 roku.